# Thomas Lüttich
Thomas Lüttich (* 1989) ist ein deutscher Poolbillardspieler. Er wurde 2008 Deutscher Einzel-Meister.

## Karriere
Bei der Deutschen Meisterschaft 2005 gewann Lüttich mit Silber im 14/1 endlos und Bronze im 9-Ball erstmals Medaillen einer Deutschen Meisterschaft. 2006 belegte er im 9-Ball den 13. Platz. 2007 wurde er Dritter im 14/1 endlos und im 9-Ball und Neunter im 8-Ball. Bei den Swiss Open 2007 erreichte er mit dem Achtelfinale sein bestes Ergebnis bei einem Euro-Tour-Turnier.
Wenige Monate nachdem er mit der Mannschaft von Hannover 96 in die 2. Bundesliga aufstieg, erreichte er bei der Deutschen Meisterschaft 2008 den größten Erfolg seiner Karriere; er wurde Deutscher Meister im 9-Ball. Außerdem wurde er Dritter im 8-Ball und Fünfter im 14/1. Bei der EM 2009 verlor Lüttich erst im Viertelfinale gegen den späteren Europameister Dimitri Jungo mit 92:125. Außerdem erreichte er bei der Mannschafts-WM 2010 mit dem Team Deutschland 2 das Viertelfinale.
In der Saison 2008/09 wurde er darüber hinaus mit Hannover 96 Meister der 2. Bundesliga und stieg somit in die 1. Bundesliga auf. Dort belegte die Mannschaft 2009/10 den fünften Platz. 
Bereits im Herbst 2009 gewann er bei der Deutschen Meisterschaft Bronze im 8-Ball und wurde Fünfter im 14/1 endlos.